# Loricatosaurus
Loricatosaurus is een geslacht van dinosauriërs behorend tot de Stegosauria dat tijdens het Jura leefde in het gebied van het huidige Engeland. De enige benoemde soort is Loricatosaurus priscus.

## Vondst en naamgeving
In november 1901 identificeerde verzamelaar Alfred Nicholson Leeds in een leemput te Fletton het skelet van een stegosauriër. Hoewel hij dit daarna  persoonlijk opgroef, bleek het tot Leeds' teleurstelling naar zijn mening nogal onvolledig. Op 15 december meldde hij de vondst aan Arthur Smith Woodward, de conservator van het British Museum of Natural History. Op 15 februari 1903 meldde Leeds verdere resten gevonden te hebben, waaronder een schaambeen en twee halswervels. Op 25 januari 1904 werd het exemplaar door het BMNH voor £ 50,- aangekocht.
In 1911 werden de resten door baron Franz Nopcsa beschreven en benoemd als  een nieuwe soort van Stegosaurus: Stegosaurus priscus. De soortaanduiding betekent "de vroege" of "oeroud" in het Latijn. 
Het holotype, BMNH R3167, is gevonden in een laag van de Peterboroughafzetting van de Oxford Clay Formation die dateert uit het Midden-Callovien, zo'n 165 miljoen jaar oud. Het fossiel bestaat uit twee halswervels waaronder de draaier, negen ruggenwervels, zestien staartwervels, een nekrib, vier borstribben, chevrons, een rechteropperarmbeen, en rechterellepijp, een carpale, een derde en vierde middenhandsbeen, delen van alle elementen van het bekken en een linkerachterbeen zonder de voet. Ook werden er stukken huidpantser aangetroffen, vermoedelijk rugplaten. 
In 1957 werd Stegosaurus priscus door Robert Hoffstetter ondergebracht bij een Lexovisaurus durobrivensis, een soort gebaseerd op een eerder gedeeltelijk skelet in 1901 door Leeds in een leemput in dezelfde geologische laag gevonden. Dit werd bevestigd door Peter Malcolm Galton in 1982. In Frankrijk bij Calvados gevonden fragmenten van een tweede skelet, MHBR 001, werden door Hoffstetter ook aan deze soort toegewezen; ook dit bestaat uit wervels, delen van de ledematen (een linkeropperarmbeen en een rechterachterpoot zonder voet) en osteodermen; de schedel is dus volledig onbekend.
In 2008 echter meende Susannah Maidment dat er geen gefundeerd verband te leggen was tussen het materiaal van S. priscus en het holotype van Lexovisaurus, zowel qua vorm als tijdshorizon en benoemde een nieuw geslacht: Loricatosaurus; tot Stegosaurus behoorde het duidelijk niet; het had daarvan geen enkel uniek afgeleid kenmerk of autapomorfie. Men oordeelde ook dat het holotype van Lexovisaurus een nomen dubium was, wat het op zich al gewenst maakte een apart geslacht te benoemen voor het wel voldoende diagnostische materiaal. De geslachtsnaam is afgeleid van het Latijnse loricatus, "bepantserd". Maidment wees het Franse materiaal aan Loricatosaurus toe. Niet alle paleontologen hebben de nieuwe naam aanvaard: sommigen blijven van Lexovisaurus spreken voor het hele materiaal.

## Beschrijving
Loricatosaurus is een middelgrote stegosauriër. Gregory S. Paul — die zelf overigens geen onderscheid maakt tussen Lexovisaurus en Loricatosaurus — schatte in 2010 de lengte op zes meter, het gewicht op twee ton. Het bekken van Loricatosaurus is vrij breed en de buikholte navenant ruim. De poten zijn relatief kort.
Er is een bijna volledige rugplaat bekend die vrij smal is en waarvan de voorzijde uitloopt in een scherpe punt. De bewaarde bases van andere rugplaten zijn eveneens smal wat tot het vermoeden geleid heeft dat ze alle een bouw hebben die tussen een ruitvormige rugplaat en een stekel in staat. Er behoren ook echte stekels tot het materiaal die de staart gewapend kunnen hebben. Eén daarvan is uitzonderlijk lang en werd wel gezien als een schouderstekel. Galton daarentegen vermoedde dat die op de heup stond. Maidment meende in 2008 dat uitgegaan moet worden van de meest simpele situatie en dat het dus het waarschijnlijkst is dat ook deze stekel op de staart staat, wellicht aan de uiterste punt.

## Fylogenie
Loricatosaurus behoort volgens een kladistische analyse die Maidment uitvoerde tot de Stegosaurinae, samen met Stegosaurus zelf, Tuojiangosaurus en Paranthodon.